# 대니얼 스턴
대니얼 제이컵 스턴(영어: Daniel Jacob Stern, 1957년 8월 28일 ~ )은 미국의 배우이다. 그는 영화 C.H.U.D와 시티 슬릭커즈, 나홀로 집에 1과 2, 그리고 TV 드라마 케빈은 12살 시리즈에 출연하면서 배우로서의 명성을 얻게 되었다.

## 생애

### 유년기
메릴랜드 출신으로 사회운동가인 아버지와 탁아소를 운영했던 어머니 사이에서 태어났다. 텔레비전 작가인 데이비드 스턴을 형제로 두고 있다. IMDB닷컴에 의하면 스턴은 키가 193cm라고 한다. 1975년에 고등학교를 졸업하고 워싱턴 DC에서 열렸던 세익스피어 축제의 조명 기사에 지원했으나 단역 배우로 고용되었다. 연기를 익히고 나서, 스턴은 오프 브로드웨이와 브로드웨이에서 연기를 시작하였다.

### 경력
1979년에 스턴은 브레이킹 어웨이에서 시릴 역으로 영화에 데뷔하였다. 배우로서의 눈부신 역할은 한 작품은 베리 레빈슨 감독의 다이너였으며, 1984년에는 공포영화 C.H.U.D.에도 출연하였다.
스턴은 코믹한 연기를 선보이기도 했는데, 대표적으로 시티 슬릭커즈의 필 역과 나홀로 집에 1,2에서의 마브 역, 그리고 부시왝트에서의 맥스 역할이 그런 경우였다. 또한 목소리 해설을 맡은 작품도 있었는데, 그 중 대표작은 프레드 새비지가 출연한 TV 드라마 케빈은 12살 시리즈이다. 스턴과 새비지는 코미디 드라마 리틀 몬스터에서 부자관계로 출연하기도 하였다. 그밖에 애니메이션 더빙도 하였으며, 케빈은 12살 시리즈에서 몇몇 에피소드의 연출을 하기도 하였고, 영화 루키 오브 이어에서 감독을 맡기도 하였다.

### 사생활
스턴은 1981년에 라우라 마토스와 결혼했으며, 3명의 자녀를 두었다. 그의 절친한 친구는 영화 시티 슬릭커즈에 같이 출연한 빌리 크리스탈과 나홀로 집에에서 같이 출연한 조 페시이며 아들 헨리 스턴은 현재 미국 민주당 소속으로 캘리포니아 주 의회의 상원 의원을 역임하고 있다.

## 출연작
- 나 홀로 집에2 (1992년)
- 시티 슬릭커즈 (1991년)
- 나홀로 집에 (1990년)
- 케빈은 12살 시리즈 (1988년 ~ 1993년) TV 시리즈
- 브레이킹 어웨이 (1979년)
- 레인저 스카우트
- 베리 배드 씽
- 달려라 청춘
- 침대 귀신 소동